# I Heard Your Voice In a Dream
I Heard Your Voice In a Dream je původní píseň představená v osmé epizodě druhé série amerického muzikálového seriálu Smash, v názvem "The Bells and Whistles". Napsal ji Andrew McMahon, ale v prostředí seriálu ji napsalo skladatelské duo Jimmy Collins (Jeremy Jordan) a Kyle Bishop (Andy Mientus) pro jejich muzikál s názvem Hit List.
V epizodě tým muzikálu Hit List pracuje na jevištním ztvárnění písně, ale Jimmy a Derek Wills (Jack Davenport) se ohledně toho nemohou dohodnout, protože Derek chce velkolepou scénu s video obrazovkami ale Jimmy chce něco mnohem jednoduššího. Na konci se dohodnou na kompromisu a do scény zapojí tanečníky. Píseň je zobrazena Jimmym jako Jessem, který se symbolicky prodírá mezi davem lidí, aby se dostal k lásce svého života, Amandě, ztvárňující Karen Cartwright (Katharine McPhee), která mu ukradla písně a teď je zpívá na koncertech.
Píseň byla vydána digitálně jako singl a ke dni 3. dubna 2013 se prodalo přes 10 000 kopií.